# NRJ Music Awards 2020
NRJ Music Awards Paris Edition
NRJ Music Awards 2020 (NRJ Music Awards Paris Edition) est la 22e édition des NRJ Music Awards, qui a eu lieu le 5 décembre 2020, exceptionnellement à la Seine musicale de Boulogne-Billancourt. Présentée par Nikos Aliagas, elle est retransmise en direct sur TF1 et en simultané sur NRJ.

## Tournage

### Lieu
En raison de la crise sanitaire de la Covid-19, la cérémonie est exceptionnellement tournée à Boulogne-Billancourt, à la Seine musicale, sans public, et non pas à Cannes, comme habituellement,.

### Production et organisation
La cérémonie est produite par TF1 Productions, et présentée par Nikos Aliagas, pour la douzième fois consécutive,.
Elle est réalisée par Didier Froehly.

## Nouveautés et modalités de vote
Les nommés ont été annoncés le 26 octobre 2020. Le public peut ainsi voter pour son/ses artiste(s) ou titre(s) préféré(s) entre le 26 octobre 2020, à 12 h et le 4 décembre 2020 à 14 h, via les sites internet nrj.fr et mytf1.fr. Il n'est possible de voter, dans chaque catégorie, qu'une seule fois par jour.
Deux nouvelles catégories sont ajoutées : « Collaboration francophone de l'année » et « Collaboration internationale de l'année ».

## Performances et artistes présents

### Performances en direct
Plusieurs artistes se succèdent sur scène pour chanter un ou plusieurs de leurs tubes. Ci-dessous la liste par ordre chronologique de la soirée :
| Artiste(s)          | Artiste(s)               | Artiste(s)                               | Chanson(s) |
| ------------------- | ------------------------ | ---------------------------------------- | --- |
| Gims                | Gims                     | Gims                                     | Medley : - Sapés comme jamais - Bella - Bella ciao - J'me tire - Zombie - Brisé - La Même - Est-ce que tu m'aimes ? - Hola Señorita - Jusqu'ici tout va bien |
| Louane              | Louane                   | Louane                                   | Donne-moi ton cœur |
| Amir                | Amir                     | Amir                                     | La Fête |
| David Guetta        | Raye                     | David Guetta feat. Raye                  | Let's Love |
| Indochine           | Indochine                | Indochine                                | Nos célébrations |
| Dua Lipa            | Angèle                   | Dua Lipa feat. Angèle                    | Fever |
| Grand Corps Malade  | Grand Corps Malade       | Grand Corps Malade                       | Mesdames |
| Vitaa               | Slimane                  | Vitaa et Slimane                         | Avant toi |
| Julien Doré         | Julien Doré              | Julien Doré                              | Medley : - La Fièvre - Nous |
| Kendji Girac        | Gims                     | Kendji Girac feat. Gims                  | Dernier Métro |
| Dua Lipa            | Dua Lipa                 | Dua Lipa                                 | Medley : - Levitating - Physical |
| Vianney             | Vianney                  | Vianney                                  | Beau-papa |
| Wejdene             | Wejdene                  | Wejdene                                  | Coco |
| Tayc                | Tayc                     | Tayc                                     | N'y pense plus |
|                     | Gambi                    | Squeezie feat. Gambi                     | Servis |
| Nicola Sirkis       | Christine and the Queens | Nicola Sirkis & Christine and the Queens | 3e sexe |
| Dadju               | Dadju                    | Dadju                                    | Medley : - Reine - Bobo au coeur - Amour Toxic - Compliqué - Jaloux - Bob Marley - Grand Bain                                                                |
| Amel Bent           | Imen Es                  | Amel Bent feat. Imen Es                  | Jusqu'au bout |
| Catherine Ringer    | Catherine Ringer         | Catherine Ringer                         | Marcia Baïla |
| M. Pokora           | M. Pokora                | M. Pokora                                | Si on disait |
| The Black Eyed Peas | The Black Eyed Peas      | The Black Eyed Peas                      | Medley : - Vida loca - Mamacita |
| Grand Corps Malade  | Camille Lellouche        | Grand Corps Malade & Camille Lellouche   | Mais je t'aime |
| Camélia Jordana     | Camélia Jordana          | Camélia Jordana                          | Facile |
| Sia                 | Sia                      | Sia                                      | Courage to Change |
| Benjamin Biolay     | Benjamin Biolay          | Benjamin Biolay                          | Comment est ta peine |
| Hatik               | Hatik                    | Hatik                                    | Angela |
| Alliel              | Alliel                   | Alliel                                   | Encore |
| Soolking            | Dadju                    | Soolking feat. Dadju                     | Meleğim |

### Artistes présents
Ci-après, la liste des artistes francophones présents à la cérémonie, :
- Alliel
- Amel Bent
- Amir
- Angèle
- Benjamin Biolay
- Camille Lellouche
- Catherine Ringer
- Christine and the Queens
- Dadju
- David Guetta
- DJ Snake
- Hatik
- Imen Es
- Indochine
- Julien Doré
- Gambi
- Gims
- Grand Corps Malade
- Keen'V
- Kendji Girac
- Louane
- M. Pokora
- Slimane
- Soprano (En duplex de son vaisseau spatiale)
- Soolking
- Squeezie
- Tayc
- Tryo
- Vianney
- Vitaa
- Wejdene

Ci-après, la liste des artistes internationaux présents à la cérémonie, :
- The Black Eyed Peas (en duplex de Los Angeles)
- Dua Lipa  (en duplex de Londres)
- Raye
- Sia (en duplex de Los Angeles)

## Palmarès
Ci-après, les lauréats et nommés cette année,,,, :
| Catégorie                                  | Lauréat(e)   | Lauréat(e)   | Lauréat(e)                           | Nommés | Remettant(s)                                                                        |
| ------------------------------------------ | ------------ | ------------ | ------------------------------------ | --- | ----------------------------------------------------------------------------------- |
| Artiste féminine francophone de l'année    |              |              | Aya Nakamura                         | - Amel Bent - Aya Nakamura - Camélia Jordana - / Carla Bruni - Clara Luciani - Louane - Wejdene | Grand Corps Malade                                                                  |
| Artiste féminine internationale de l'année |              |              | Dua Lipa                             | - Ava Max - Billie Eilish - Dua Lipa - Lady Gaga - Miley Cyrus - Sia - Tones and I | Angèle                                                                              |
| Artiste masculin francophone de l'année    | Sans photo   | Sans photo   | Dadju                                | - / Amir - Dadju - Gims - Julien Doré - Kendji Girac - M. Pokora - Vianney | Tarek Boudali et l'équipe du film 30 Jours max                                      |
| Artiste masculin international de l'année  | The Weeknd   | The Weeknd   | The Weeknd                           | - Harry Styles - Jason Derulo - Justin Bieber - Lewis Capaldi - Shawn Mendes - The Weeknd | DJ Snake                                                                            |
| Révélation francophone de l'année          | Sans photo   | Sans photo   | Squeezie                             | - Alliel - Hatik - Soolking - Squeezie - Tayc - Wejdene | Michèle Bernier Bob Sinclar Juste Zoé                                               |
| Révélation internationale de l'année       | Doja Cat     | Doja Cat     | Doja Cat                             | - Doja Cat - Karol G - Master KG - Nea - Tom Gregory - Zoe Wees | Soprano                                                                             |
| Groupe/duo francophone de l'année          | Vitaa        | Slimane      | Vitaa et Slimane                     | - Boulevard des Airs - Indochine - Tryo - Vitaa et Slimane | Thylane Blondeau David Guetta                                                       |
| Groupe/duo international de l'année        | BTS (groupe) | BTS (groupe) | BTS                                  | - BTS - Imagine Dragons - Major Lazer - Maroon 5 - The Black Eyed Peas - OneRepublic | Christine and the Queens                                                            |
| Chanson francophone de l'année             | Vitaa        | Slimane      | Avant toi Vitaa et Slimane           | - Jusqu’au bout d'Amel Bent & Imen Es - / La Fête d'Amir - Facile de Camélia Jordana - Angela d'Hatik - Nos célébrations d'Indochine - Tahiti de Keen'V - Désolé pour hier soir de Tryo feat. Mcfly et Carlito - Avant toi de Vitaa et Slimane | Inès Reg Hugo Gaston                                                                |
| Chanson internationale de l'année          | Sans photo   | Sans photo   | Jerusalema Master KG                 | - Kings & Queens d'Ava Max - / Ritmo de The Black Eyed Peas & J. Balvin - Physical de Dua Lipa - / Savage Love de Jason Derulo & Jawsh 685 - / Tusa de Karol G feat. Nicki Minaj - Before You Go de Lewis Capaldi - Jerusalema de Master KG - Blinding Lights de The Weeknd                                                                          | Tryo                                                                                |
| Collaboration francophone de l'année       | Sans photo   | Sans photo   | Meleğim Soolking feat. Dadju         | - Jusqu'au bout d'Amel Bent & Imen Es - Coup de Blues/Soleil de Bigflo et Oli feat. Bon Entendeur - / Reste de Gims & Sting - Mais je t'aime de Grand Corps Malade & Camille Lellouche - / Comme Avant de Lartiste & Caroliina - / Meleğim de Soolking feat. Dadju                                                                                   | Catherine Ringer                                                                    |
| Collaboration internationale de l'année    | Lady Gaga    |              | Rain on Me Lady Gaga & Ariana Grande | - / Stuck with U d'Ariana Grande & Justin Bieber - / Ritmo de The Black Eyed Peas & J Balvin - / Let's Love de David Guetta & Sia - / Savage Love de Jason Derulo & Jawsh 685 - / Tusa de Karol G feat. Nicki Minaj - Rain on Me de Lady Gaga & Ariana Grande                                                                                        | Keen'V Sébastien Cauet                                                              |
| Clip de l'année                            | Vitaa        | Slimane      | Ça ira Vitaa et Slimane              | - Say So de Doja Cat - Physical de Dua Lipa - Pendant 24 h de Grand Corps Malade & Suzane - Watermelon Sugar d'Harry Styles - Nous de Julien Doré - Rain on Me de Lady Gaga & Ariana Grande - Donne-moi ton cœur de Louane - À nos héros du quotidien de Soprano - Blinding Lights de The Weeknd - Ça ira de Vitaa et Slimane                        | Manu Levy Jonathan Lambert                                                          |
| DJ de l'année                              | DJ Snake     | DJ Snake     | DJ Snake                             | - Calvin Harris - David Guetta - Kygo - Ofenbach - Regard - Robin Schulz | Ahmed Sylla Vaimalama Chaves Maëva Coucke Malika Ménard Cindy Fabre Clémence Botino |
| Performance francophone de la soirée       | M. Pokora    | M. Pokora    | Si on disait M. Pokora               | - Jusqu’au bout d'Amel Bent & Imen Es - / La Fête d'Amir - Facile de Camélia Jordana - Comment est ta peine de Benjamin Biolay - Mais je t'aime de Grand Corps Malade & Camille Lellouche - / Dernier métro de Kendji Girac & Gims - Donne-moi ton cœur de Louane - Si on disait de M. Pokora - Beau-papa de Vianney - Avant toi de Vitaa et Slimane | Nikos Aliagas                                                                       |
| Awards d'honneur                           | Mariah Carey | Mariah Carey | Mariah Carey                         | Aucun | Amel Bent Vitaa                                                                     |
| Awards d'honneur                           | Indochine    | Indochine    | Indochine                            | Aucun | Nikos Aliagas                                                                       |
| Awards d'honneur                           | Gims         | Gims         | Gims                                 | Aucun | Vianney                                                                             |
| Awards d'honneur                           | Elton John   | Elton John   | Elton John                           | Aucun | Clara Luciani                                                                       |

## Diffusion et audience
La cérémonie est retransmise sur TF1, le 5 décembre 2020, entre 21 h 10 et 1 h 0.
Entre 21 h 10 et 23 h 10, le programme réunit 5 090 000 téléspectateurs, soit 22,3 % du public de quatre ans et plus. Cela permet à la chaîne de se classer en deuxième position des audiences, juste derrière Mongeville sur France 3. Entre 23 h 15 et 1 h 0, le programme réunit 2 920 000 téléspectateurs, soit 28,5 % du public.
En audience globale (sans découpage), le programme compte 4 080 000 téléspectateurs, soit 24 % du public. Un score en baisse par rapport à l'an passé.

## Critiques
Aya Nakamura est la seule artiste francophone à ne pas être présente à la soirée. Jacques Grimal, coordinateur historique des NRJ Music Awards, déclare au Parisien à ce sujet : « Tous les Français nommés ont joué le jeu, sauf Aya Nakamura »,. Son attitude est critiquée par beaucoup d'internautes, notamment après qu'elle a remporté l'award de l'artiste féminine francophone de l'année. En effet, étant absente, un message de quelques secondes préenregistré a été diffusé, dans lequel elle remercie très succinctement ceux qui ont voté pour elle. Certains twittos déclarant alors : « Elle n'a fait aucun effort pour son discours », ou encore, « Elle en a rien à f... ».